# VI Giochi dei piccoli stati d'Europa
I VI Giochi dei piccoli stati d'Europa si svolsero in Lussemburgo dal 29 maggio al 3 giugno 1995.

## I Giochi

### Paesi partecipanti
- Andorra
- Cipro
- Islanda
- Liechtenstein
- Lussemburgo
- Malta
- Monaco
- San Marino

### Sport
I Giochi coinvolsero discipline sportive nei seguenti 8 sport:
- Atletica leggera
- Ciclismo
- Judo
- Nuoto
- Pallacanestro
- Pallavolo
- Tennis
- Tennistavolo
- Tiro